# Liz in September
Liz in September (Originaltitel Liz en Septiembre) ist ein venezolanisches Filmdrama von Fina Torres aus dem Jahr 2014 mit Patricia Velásquez in der Titelrolle. Der Film wurde bei seinem Erscheinen als erster spanischsprachiger Film angekündigt, bei dem das Thema lesbische Liebe im Mittelpunkt steht. Velásquez erklärte, dass ihr das erst während der Dreharbeiten bewusst geworden sei.
Auf der Website After Ellen, die sich mit lesbischen und bisexuellen Themen befasst, hieß es zum Film: „In einer karibischen Strandidylle entwickelt die venezolanische Regisseurin Fina Torres behutsam und mit großer Sinnlichkeit ein vielschichtiges Drama um Freundschaft, Liebe und Trauer. Schauspielerin und Fotomodell Patricia Velásquez (The L-Word) spielt Liz als unwiderstehliche Verführerin, deren emotionaler Schutzpanzer allmählich zu bröckeln beginnt. […] Ein bewegender Spätsommerfilm für jede Jahreszeit.“

## Handlung
Liz, ein früheres Model, bekommt jede Frau ins Bett, aber verlieben kann sie sich nicht. Einmal im Jahr trifft sie sich mit ihren Freundinnen in einem Hotel am Meer, um ihren Geburtstag zu feiern. Doch diesmal ist alles anders. Liz ist schwer erkrankt, aber zu stolz, um über ihre Ängste zu sprechen. Als die attraktive und offenbar heterosexuelle Eva nach einer Autopanne bei den Frauen strandet, wettet Liz, auch sie verführen zu können. Bald nimmt sie Eva mit zum Tauchen und fährt mit ihr eng umschlungen auf dem Motorrad in den Sonnenuntergang. Ihr Spiel scheint auch diesmal aufzugehen. Bis sie merkt, dass sie mit Eva mehr verbindet als nur körperliche Anziehung. Eva hat jedoch gerade das Schlimmste erfahren, was einer Mutter passieren kann, sie hat ihren kleinen an Krebs erkrankten Sohn Tommy verloren und hegt zudem in dieser ohnehin schon schwierigen Lage den Verdacht, dass ihr Mann sie betrügt. Dass auch Liz, die glaubte, den Krebs besiegt zu haben, wiederum daran erkrankt ist, weiß bisher nur ihre ihr besonders nahestehende Freundin Dolores, eine prominente Ärztin, mit der Liz eine Liebesbeziehung hatte. Dolores ist mit ihrer neuen sehr viel jüngeren Freundin Coqui angereist. Die Köchin des Resorts Any und die lebenslustige, sportliche Alex sind schon seit längerer Zeit ein Paar.
In der Nacht ihres 37. Geburtstages bricht Liz zusammen und erfährt im Krankenhaus, dass sie nur noch wenige Monate zu leben hat. Tapfer versucht sie, ihre Angst in den Griff zu bekommen, und hofft, dass sie sich so tief in die Herzen ihrer Freundinnen gegraben hat, dass etwas von ihr zurückbleibt. Eva erzählt ihr einige Zeit später, dass sie wieder schwanger sei und das Kind, bei dem es sich um ein Mädchen handelt, nach ihr benennen werde. Nachdem Liz gestorben ist, unterhalten sich ihre Freundinnen beim Kartenspiel über sie, während Eva, die inzwischen ihre kleine Lizzy bekommen hat, mit ihrer Tochter im Meer badet.

## Produktion

### Produktionsnotizen, Hintergrund
Produziert wurde der Film von Ararare Films. Der Weltvertrieb erfolgte über die Cinema Management Group. Gedreht wurde im Morrocoy-Nationalpark im venezolanischen Bundesstaat Falcón.
Der Film basiert auf dem US-amerikanischen Theaterklassiker Last Summer at Bluefish Cove (1980) von Jane Chambers, das als eines der ersten Dramen gilt, in dem lesbische Liebe offen thematisiert wurde.

### Veröffentlichung
Der noch unvollendete Film wurde in den USA im März 2013 auf dem Miami International Film Festival vorgestellt. Premiere hatte er am 3. Oktober 2014 in der venezolanischen Hauptstadt Caracas. Am 25. April 2015 lief er auf dem Miami Gay and Lesbian Film Festival in den USA und am 29. Juni 2015 auf dem Filmfestival Frameline in den Vereinigten Staaten. Am 24. Oktober 2015 wurde er auf dem Ottawa LGBT Film Festival in Kanada vorgestellt. Am 5. Januar 2016 war er einer der Beiträge auf dem Palm Springs International Film Festival in den USA. Veröffentlicht wurde er zudem in Dänemark unter dem Titel Liz i september und in Russland unter dem Titel Лис в сентябре.
Der deutsche DVD-Start des Films war am 28. April 2016. Die Salzgeber & Co. Medien GmbH gab den Film in Spanisch mit deutschen Untertiteln heraus.

## Rezeption

### Kritik
In der Fachzeitschrift der Filmindustrie The Hollywood Reporter war zu lesen: „Ein Film über die heilende Wirkung von echter Frauenfreundschaft.“ Weiter wird ausgeführt, dass Liz in September das habe, was ein Melodrama ausmache, wobei Torres das Niveau halte und niemals rührselig werde. Kamerafrau Celiana Cardenas tauche die postkartenreife Umgebung in ein helles Blau, sattes Grün und zartes Gold, was die emotionalen Umwälzungen unterstütze. Torres habe mit diesem Film nach ihrem Debütfilm Oriana erneut bewiesen, dass das Rad nicht immer neu erfunden werden müsse.
Daniela Costa von AfterEllen befand: „Eine mitreißenden Liebesgeschichte. Dieser Film verlässt einen nicht so schnell wieder.“ Die Geschichte sei tiefgründig, lustig und voller großartiger Darbietungen.
Variety bewertete den Film positiv, obwohl die Vorlage abgeändert worden sei und prognostizierte, dass dieses schöne romantische Drama unter Lesben und in verschiedenen anderen Formaten ein Publikumsliebling werden würde. In dem Film stecke ein Hauch von glamouröser Seifenoper, hieß es weiter.
In El Nacional hieß es, dass die Geschichte wegen der Schwäche des Drehbuchs an Kraft verliere. Gelobt wurde Torres Aufmerksamkeit, die sie für die Ästhetik des Films aufgewandt habe. Sowohl Escobar als auch Mimí Lazo, Arlette Torres, María Luisa Flores und die Kubanerin Dannay García würden mit ihren schauspielerischen Fähigkeiten den größten Teil der Handlung unterstützen. Bei Patricia Velásquez merke man die Absicht, die Rolle von Liz, einer starken Frau, die sich männlich gebe, aber doch eine Partnerin benötige, die sie unterstütze, gut zu präsentieren. Kein Zweifel hingegen bestehe hinsichtlich Eloisa Maturéns in der Rolle der Eva, deren Gesicht auf der Leinwand einen fessele, obwohl ihre Unerfahrenheit die bedeutsamen Momente des Films beeinträchtige.
Thomas van den Berg vom Cinemagazine meinte, der Film sei eine schöne venezolanische Produktion mit ebenso schöner Moral und ausgezeichneten Schauspielerinnen. Der Film strahle das aus, was er solle, habe aber nicht die Wirkung, die er wahrscheinlich hätte haben sollen.
Für Roxanne von Filmgeek ist Liz in September ein wunderschöner, emotionaler Film mit einer Reihe ziemlich intensiver Momente. Krank sein, nicht mehr leben zu wollen und doch gleichzeitig die Zeit genießen, die man mit Menschen habe, die man liebe, seien Dinge, die diesen Film zu einem absoluten Muss für Zuschauer eines guten Drama-Films machen würden.
Die Bewertung auf der Seite Let the Movie Move us war durchgehend positiv, der Film sei absolut einzigartig, voller Dramen und mit einem Ende, wie man es sich nicht hätte vorstellen können. Die Rede ist von einem charmanten und sinnlichen venezolanischen Film, in dem der Zuschauer auf eine wunderschöne Reise geschickt werde. Torres’ Film sei von Anfang bis zum Ende voller Lachen, Geschichten, wunderschönen Darbietungen und Bildern, die auf die erzählte Geschichte abgestimmt seien. Es sei ein Film, über den man über das Ende hinaus noch nachdenken könne.

### Auszeichnungen (Auswahl)
Miami Film Festival
- Nominierung für den Miami Encuentros Award für Fina Torres

Miami Gay and Lesbian Film Festival 2015
- Gewinner des Audience Award in der Kategorie „Bester Film“, Wolfe Releasing sowie für Eloisa Maturen

Palm Springs International Film Festival 2016
- Nominierung für den Audience Award in der Kategorie „Beste Erzählung“ für Fina Torres, Venezuela